# وینفیلد (آیووا)
وینفیلد (به انگلیسی: Winfield) شهری در ایالت آیووا کشور ایالات متحده آمریکا است که جمعیت آن در سرشماری سال ۲۰۱۰ میلادی، ۱٬۱۳۴ نفر بوده‌است.